# Maria Anna Victòria de Savoia
Maria Anna Victòria, princesa de Savoia (París, 11 de setembre de 1686 - Torí, 11 d’octubre de 1763). Filla del Lluís Tomàs de Savoia, príncep de Savoia i comte de Soissons. Hereva del gran patrimoni del príncep Eugeni de Savoia, el malvengué per crear una dot que li permetés casar-se. La mala administració del seu marit, el príncep Josep de Saxònia-Hildburghausen, també contribuí decisivament a l’esgotament del patrimoni.

## Biografia

### Antecedents
El seu pare, Lluís Tomàs de Savoia, era oficial de l'exèrcit francès i estava casat amb Urània de La Cropte de Beauvais, dona de gran bellesa. El rei Lluís XIV de França va voler tenir relacions íntimes amb ella, però davant el seu rebuig, el rei acomiadà el seu marit de l'exèrcit. Sense oportunitats a França, Lluís Tomàs marxà a Àustria el 1699 on per mediació del seu germà, el príncep Eugeni de Savoia, trobà un destí a l'exèrcit imperial austríac. En el setge de Landau el 1702, batalla de la Guerra de Successió Espanyola, Lluís Tomàs morí en combat.

### L'herència familiar
Maria Anna Victòria de Savoia va viure la major part de la seva vida adulta en un convent a Torí. Quan el seu oncle el príncep Eugeni de Savoia morí el 1736 sense haver fet testament, es va formar un comitè per determinar a qui corresponia la molt considerable herència. Aquesta incloïa el Palau Belvedere de Viena, així com una gran col·lecció d’obres art i una magnífica biblioteca. El 1738 el comitè determinà de forma definitiva que Maria Anna Victòria era la familiar més propera i que ella era la legítima hereva.
A la mort d'Eugeni de Savoia, la princesa Maria Anna Victòria tenia 50 anys, no s'havia casat i mai havia conegut el seu oncle. Al principi, ella comença a vendre obres d'art provinents de l'herència per crear una dot suficient que li permetés trobar marit. Per fer l'inventari de les obres d’art i fer el catàleg de la venda contractà a Anton Maria Zanetti el vell, artista i marxant d'art venecià que gaudia de molt bona reputació.
El 17 d'abril de 1738 Maria Anna Victòria es casà amb el príncep Josep de Saxònia-Hildburghausen, setze anys més jove que ella. El marit era famós per la mala administració del seu patrimoni, i les seves necessitats continues de fons també contribuïren a la venda de tota l’herència de Maria Anna Victòria. La parella es va separar el 1752, any en què ella va vendre el Palau Belvedere a Maria Teresa d’Àustria.
Després de la separació, Maria Anna Victòria visqué un temps a França fins que torna a Torí, on va morir el 1763 als 76 anys.